# Katsumi Oenoki
Katsumi Oenoki (n. 3 aprilie 1965) este un fost fotbalist japonez.

## Statistici
| Japonia | Japonia | Japonia |
| An      | Meciuri | Goluri  |
| ------- | ------- | ------- |
| 1989    | 4       | 0       |
| 1990    | 1       | 0       |
| Total   | 5       | 0       |